# Odraslost
Odraslost v biološkem smislu pomeni, da človek odraste, ko doseže telesno in spolno zrelost. V socialnem pomenu odraslost pojmujemo s predstavo o samostojnosti in neodvisnosti posameznika, čustveni stabilnosti, z razvojem osebne in državljanske odgovornosti in z zmožnostjo posameznika, da združuje in povezuje različne socialne vloge. V sodobnih družbah se srečujemo s fenomenom podaljševanja razvojnega obdobja mladostništva, kar vpliva na zviševanje starosti pri kateri se posameznik izšola, zaposli, osamosvoji in ustvari družinsko življenje. Prestop v odraslost je tesno povezan s posameznikovim usvajanjem določenih razvojnih nalog, ki se po eni strani razlikujejo glede na obdobje odraslosti (zgodnja, srednja, pozna odraslost). Po drugi strani pa se razvojne naloge, ki naj bi jih obvladoval posameznik razlikujejo glede na starost posameznika, različnost generacije in družbe katere del je posameznik.

## Razvojne naloge v zgodnji odraslosti
Med razvojne naloge v zgodnji odraslosti sodijo doseganje samostojnosti - čustvene in finančne, osamosvajanje od družine, povezovanje socialnih vlog, obvladovanje čustev, utrjevanje položaja na poklicnem in zaposlitvenem področju, vzpostavljanje intimnih in partnerskih odnosov, potreba po lastnem stanovanju, prilagajanje na vlogo staršev in vključevanje v širšo družbeno skupnost.

## Razvojne naloge v srednji odraslosti
V obdobju srednje odraslosti je ena od razvojnih nalog posameznika, da se poskuša prilagajati na telesne spremembe, ki so vidni odraz biološkega staranja. Srednja odraslost je tudi obdobje, ko posameznik izpostavlja lastno ustvarjalnost in dosežke na poklicnem področju. Med razvojne naloge sodi tudi intenzivno povezovanje s širšim družbenim okoljem, oživitev partnerske skupnosti, preusmerjanje pozornosti na starajoče starše in prilagajanje na družinsko življenje brez otrok, ki so se osamosvojili. V obdobju srednje odraslosti se posamezniki pogosto usmerjajo k različnim prostočasnim dejavnostim in poiščejo nove cilje za prihodnost.

## Razvojne naloge v pozni odraslosti
V pozni odraslosti je najbolj zahtevna razvojna naloga prilagajanje posameznika na starostne spremembe, ki se odražajo v slabšem zdravstvenem stanju in telesnih spremembah. Na socialnem področju pa se posameznik sooča s posledicami upokojitve. Življenjskim dogodkom, ki je povezan z iskanjem nove identitete, spremembo socialne vloge, ohranjanjem ekonomske neodvisnosti in samostojnega življenja v domačem okolju, težavo z izgubo partnerjev in osamljenostjo. Najpomembnejši pa je razmislek posameznika o lastnem življenju, razvojna naloga, katere uspešna razrešitev vpliva na življenjsko zadovoljstvo posameznika.